# Thomas Murray (artista)
Thomas Murray   (Escòcia, 1663 - Londres, juny 1734) va ser un destacat pintor escocès.
Thomas Murray va rebre les seves primeres lliçons d'un dels membres de la família De Critz. Posteriorment fou alumne de John Riley. Com el seu mestre, Murray es dedicava només a pintar les cares, deixant que la resta del retrat fos completat per altres pintors.
Murray va tenir èxit econòmicament. Va morir al juny de 1734, sense deixar fills, i va deixar l'herència a un nebot, amb instruccions que el seu monument, amb bust, s'havia de construir a l'Abadia de Westminster, sempre que no fos massa car. El seu nebot, no obstant això, el va enterrar a l'Església de Sant Pau, al Covent Garden, i va trobar que el monument era massa car d'erigir.

## Obres
Murray va contribuir amb un autoretrat a la Galleria degli Uffizi de Florència en una visita a Itàlia el 1708. Com molts dels seus retrats, era un gravat.
Entre els seus seguidors van destacar:
- el Príncep Jordi de Hessen-Darmstadt
- Els bisbes John Buckeridge i Edmund Gibson
- Christopher Monck, 2n duc d'Albemarle (un treball primerenc) i Henry St John, 1r vescomte de Bolingbroke;
- William Dampier, Sir John Pratt, Sir Hans Sloane (penjat al Royal College of Physicians), Edmund Halley (penjat a la Royal Society), Philip Frowde, entre d'altres.[1]